# 手越祐也
手越 祐也（てごし ゆうや、1987年〈昭和62年〉11月11日 - ）は、日本の歌手、タレント、俳優。ソロアーティスト兼ロックバンドT.N.Tのボーカリスト。音楽グループXY、男性アイドルグループNEWS、テゴマスの元メンバー。
神奈川県横浜市出身。所属レーベルはフォーライフミュージックエンタテイメント。

## 概要
2002年にジャニーズ事務所に入所し、10か月後の2003年に男性アイドルグループ・NEWSのメンバーに加入。2020年6月独立までグループのボーカルとして活動を行った。
グループ活動と並行し、2006年11月にはNEWSのメンバー増田貴久とボーカルユニット『テゴマス』を結成。『Tegomass』としてシングル『Miso Soup』を引っさげてスウェーデンにて欧州先行デビューを果たした。本曲で2007年度スウェデイッシュゴールド大賞を受賞している。歌重視のコンビとして活躍。
その他、歌手活動だけでなく、『FIFAクラブワールドカップ』『FIFAワールドカップ』で長年に渡りメインキャスターを務め、冠番組『手越祐也&城彰二のサッカーアース』や人気バラエティ番組『世界の果てまでイッテQ』などにもレギュラー出演していた。
俳優としては2005年より単独にてテレビドラマ出演するようになり、同年12月には主役として映画デビューを果たした。
2020年6月20日よりフリーに転身しソロアーティストおよびタレントとして活動。ソロアーティスト活動と並行し、2024年よりXYのメンバー、2025年2月にはロックバンドT.N.Tを結成しボーカリストとしても活動している。

## 来歴

### 幼少期
2000年4月、中学受験を経て、明治大学附属中野中学校に入学。

### ジャニーズ事務所所属時代
2002年12月、15歳でジャニーズ事務所に入所し、10か月後の2003年9月15日に男性アイドルグループ・NEWSのメンバーに選ばれる。同年11月7日にシングル『NEWSニッポン』でCDデビュー。
2005年5月から6月、フジテレビドラマ『15歳のブルース』にて単独でのドラマデビュー。高校受験を控える中学3年生を演じZEEBRAと共演。同年12月、直木賞作家・重松清の同名小説を映画化した『疾走』にて初主演。一人の少年に降りかかる悲壮な運命を描いた衝撃のドラマで主人公を演じた。中谷美紀、豊川悦司などの大物俳優らと共演を果たし、堂々とした存在感が評価された。本作品は第1回ニュー・モントリオール国際映画祭コンペティション部門正式招待作品、第56回ベルリン国際映画祭パノラマ部門正式出品であり、日本では当初3館のみの公開だったが、好評につき2006年1月14日から全国43館に拡大公開され、ヒット作品となった。
2006年1月15日、舞台挨拶で早稲田大学人間科学部人間情報科学科にAO入試で合格したことを明かす。同年2月16日、堀越高等学校を卒業。明治大学附属中野高等学校（普通科全日制）に進学していたが芸能の仕事を優先させるため、高校一年の途中で転入していた。11月、増田貴久とヴォーカルユニット、テゴマスを結成する。
2007年11月24日、フジテレビ系全国ネットで放送された時代劇ドラマ『しゃばけ』でテレビドラマ初主演を果たし、高視聴率をマーク。翌年の11月29日に放映されたシリーズ続編『うそうそ』でも主役を演じた。
2008年9月6日、『ウイダーinゼリー青春スペシャル　密着！汗と涙の高校生フットサル』にナビゲーターとして出演し、ドキュメンタリー番組初出演を果たす。
2010年春、「アイドル業を120%やりたい」という理由とグループが大変な時期だったこともあり、4年生で早稲田大学の中退を決意した。
2012年10月より、初地上波冠番組『手越祐也&城彰二のサッカーアース』（日本テレビ）にメインキャスターとしてレギュラー出演を開始する。単独でのスポーツ番組出演もこれが初めてである。同年から 2019年まで、FIFAクラブワールドカップを中継する日本テレビ系番組で8大会連続でゲストやメインキャスターを務める。
2014年と2018年、2大会連続でFIFAワールドカップの日本テレビ系メインキャスターを務める。
2020年2月6日、OPENREC.tv（オープンレック）公式アンバサダーに就任。

### ジャニーズ事務所退所
2020年3月上旬、次の夢に向かって新しいステップを進みたいと考え、 2020年NEWSライブツアー完走後から契約満了までに退所する意向を事務所に伝える。その後、新型コロナウイルス感染症の拡大に伴い、ツアースケジュールは白紙。ステイホーム中で上層部と会えず退所日等に関するリターンを得ない状況となる。「すでに退所意向を伝えているので、いつ事務所から突然退所日を告げられるか分からない。準備ができていないままで退所になったら」という不安や焦りも感じ、緊急事態宣言期間中ではあるが退所後の活動の準備を行うため、事前に事務所のマネージャーには外出理由や出先などの予定を伝えた上で外出を行った。後の2020年6月の週刊誌インタビューや退所後の記者会見にて、実際は「ボランティアや映像関係者との打ち合わせのための外出」であったことが明らかになっている。
2020年5月、この外出について2度週刊誌に取り上げられ、所属事務所はジャニーズのタレントが参加する期間限定ユニット「Twenty★Twenty」への本人の参加を見送り、5月26日より活動を無期限で自粛すると発表。こうした経緯の中、本人と事務所の間に実認識の違いが生じたため、事務所側から両者間に弁護士を入れて話し合う方が良いのではないかと提案。以後、退所日決定や退所後の権利関係についても両者弁護士の間で話を進めることになり、早期に話がまとまる。情報漏洩や誤ったマスコミ報道を防ぐためにも、当初の予定より早めに退所することで双方合意に至り、6月19日に退所し独立。。
退所後の6月23日、退所および今後の活動に関する記者会見を行った。会見では、外出や退所にまつわるマスコミ報道がどのように事実と異なるかなどを明らかにし、事務所への感謝を述べるとともに独立を決めた理由や目標などを語った。NEWSのメンバーや事務所とのトラブル等は無いことや円満退所であるとも話されている。この会見はYouTube Liveで生配信され、20:28頃に同時接続者数132万人を記録し、日本歴代記録1位となった。なお、2023年12月31日にアイドルグループSnow Manの生配信が同時接続数133万人となるまでの間、約3年半に渡り、この歴代記録は保持された。ソロ配信者としては、今なお日本記録1位である。

### ジャニーズ事務所退所後
2020年
- 6月19日、Twitterアカウント・YouTubeチャンネル「手越祐也チャンネル」を開設。今後の活動はTwitterで発信すると発表[32]。現在はフリーで活動している。
- 6月23日、自身のYouTubeチャンネルにて緊急記者会見を生配信し、独立を決めた理由や今後の目標などを語った。音楽活動が主軸であることやその後の手越村活動始動の元となる、日本の農業に関する想いなども語られた[33]。
- 6月29日、Instagramのアカウントを開設し初投稿。
- 7月16日、自身の会社（株式会社Avalanche）を設立したことを明らかにした。
- 8月5日、双葉社より自身初となるフォトエッセイ『AVALANCHE 〜雪崩〜』を出版[34]。
- 8月7日、公式ファンクラブ「YUYA TEGOSHI FAN CLUB」を開設。
- 8月16日、独立後初のライブ「THE BANQUET」をファンクラブ限定でブルーノート東京にて開催。当初、2日間4公演を予定していたが、コロナ禍の状況を鑑み、無観客のオンラインライブ1公演に変更された[35]。
- 10月4日、eスポーツエンターテイメント事業を展開する株式会社RIZeST主催のVALORANT招待制大会「EDION VALORANT CUP」に特別ゲストとして出演。大会時に発生したトラブルによる待ち時間中、持ち前のトーク力を発揮して場をつないだため、「鬼つなぎ」「神トーク」としてVALORANTファンから絶賛された[36][37]。
- 10月6日、俳優の哀川翔と共に出演するクラウド型バックオフィス支援システム「ジョブカン」（株式会社DONUTS）のCMが放映開始となる[38]。
- 10月22日、自身がプロデュースする脱毛サロン TEGOSHI BEAUTY SALON （神楽坂、川口、心斎橋【女性専用】と川越【メンズ専用】）4店舗オープン[39]。
- 12月24-25日、独立後2度目のライブ「X'mas BANQUET」をコットンクラブにて計4公演開催。うち2公演はオンライン生配信も行った。以後、有観客であっても、単独ライブの際は同時生配信を行う形を執っている（2024年12月時点）[40]。

2021年
- 1月28日、中国動画サイトBiliBiliにチャンネルを開設し、初投稿。基本的にはYouTubeで公開された動画に中国語字幕を加えて投稿するが、中国ファン向けのBiliBiliのみで公開する動画もある。
- 2月7日、コロナ禍の影響により成人式を迎えることができなかった新成人のため「手越祐也オンライン成人式」を無料生配信にて開催。ゲストのロンドンブーツ1号2号の田村淳とのトークや新成人に向けての楽曲を披露した[41][42]。
- 3月7日、京セラドームにて行われた「KANSAI COLLECTION 2021 SPRING＆SUMMER」にLIVE ACTとして出演。オリジナルソング「モガケ！」「七色エール」を初披露したほか数曲を歌唱し、本コレクションの大トリを飾った[43][44]。
- 3月9日、微博開設、初投稿。
- 4月23日、手越祐也・ホテラバ・TEGOSHI BEAUTY SALONのコラボレーションによる「YUYA TEGOSHI Special Live & Talk Event」を開催[45]。
- 5月1日、自身の愛称「てごにゃん」と同じ名前のネコのマスコットキャラクターが誕生。後にLINEスタンプやコラボカフェ、キャラクターグッズ、クレーンゲームのプライズなどに展開[46][47][48]。
- 5月4日、富士スピードウェイで行われた「SUPER GT 第二戦」にて初の国歌独唱[49]。
- 5月18日、地元横浜スタジアムで行われた横浜DeNAベイスターズ対中日ドラゴンズ戦では始球式を務めた[50][51]。
- 5月28日、TikTokアカウント開設[52]。
- 6月23日、YouTube手越祐也チャンネルにて緊急生配信。ソロデビューや新曲6ヶ月連続リリースプロジェクト、スペースシャワーTVプラスでの冠音楽番組『スペプラ手越〜Music Connect〜』のスタートなど、今後の活動について発表。より音楽活動に重点を置くため、配信頻度を含め、手越祐也チャンネルの方向性を変化させることも明らかにした。以降、チャンネルでは、《音楽関連》ミュージックビデオ、《歌ってみた動画》カバーソング・音楽関係のコラボ等、《ボランティア関連》手越村・ボランティア活動報告等をメインに配信している[53]。
- 6月25日、株式会社ストリアルとのコラボレーションカラーシャンプー・トリートメント「カラタス ヒートケア 1054」の発売を発表、東京・渋⾕にて期間限定POP UP SHOPが出店された。自身もモデルとして広告に登場し、全国のドラッグストアや量販店等で販売されている。[54]
- 7月3-4日、「24時間TikTok LIVE 2021」にライブアクトとして出演し、音楽プロデューサー武部聡志LIVEコーナーでソロデビュー曲『シナモン』を初披露。そのほか数曲を歌唱し、歌手の大黒摩季や川崎鷹也ともコラボセッションを行った[55]。

### ソロデビュー
2021年
- 7月7日、初のデジタルシングル『シナモン』リリースをもってソロデビュー。メジャーレーベル「フォーライフミュージック」の所属となった。以降、6ヶ月連続新曲リリースの企画を実施し、12月発売の『モガケ！』でファイナルを締めくくった[56][57][58]。
- 7月17日、音楽専門チャンネル「スペースシャワーTVプラス」でメインパーソナリティーを務める音楽番組『スペプラ手越〜Music Connect〜』が月1回（第3土曜放送）のレギュラー番組としてスタート。番組内では毎月様々なアーティストゲストとトークやセッションを行っている[59][60]。
- 9月6日、東京ガーデンシアターで開催された、歌手松崎しげる主催の音楽フェス「黒フェス2021～白黒歌合戦～」にライブアクトとして出演[61][62]。
- 9月14-22日、ソロ初の東名阪ライブツアー「手越祐也 LIVE TOUR 2021 『ARE YOU READY?』」を開催。追加公演を含む3都市4公演を完走する。うち2公演はオンラインで生配信を行った[63]
- 9月13日-、邦楽ロックバンドTHE ORAL CIGARETTESにボーカルとして参加。「狂乱 Hey Kids!!」（手越祐也チャンネル）、「容姿端麗な嘘」（THE ORAL CIGARETTES）、「Red Criminal」の計3本のコラボライブ映像を両者の公式YouTubeチャンネルおよびスペシャオンデマンドにて順次配信した。これはレギュラー番組『スペプラ手越〜Music Connect〜』（スペースシャワーTVプラス）にオーラル山中拓也がゲスト出演したことをきっかけで実現した企画である[64]。
- 10月12日、『手越村プロジェクト』活動の第一弾として初のクラウドファンディングを実施[65]。約1ヶ月間で集まった1300人以上の支援に福島県郡山市西田町で栽培した米を返礼品として贈った。また、12月4日には支援者への感謝を示そうと、プロジェクトに協力している農家と一緒に収穫した米を食べるイベント「いただきます会」がオンライン開催され、約1000人が参加した[66]。
- 10月15日、Pinterestにアカウントを開設し初投稿。Pinterest社のYouTube動画CM、および2022年5月末〜6月初めには渋谷、新宿、池袋、銀座ほか都内多数の主要エリア等で放映されたサイネージ広告に出演する[67]。
- 10月30-31日、千葉・幕張メッセにて開催された歌手HYDEのコンサート「20th Orchestra Concert HYDE 黒ミサ 2021 Halloween」にゲストボーカル&スペシャルパフォーマンスで出演。HYDE、歌手のDAIGOと共に歌唱し、自身のオリジナルソング「ウインク」などを披露した[68][69]。
- 11月3日、岩手県陸前高田市で開催された「三陸復興祈念ガラコンサート」に出演。オリジナルソングや復興支援ソング「花は咲く」など4曲を歌唱[70][71]。
- 12月22日、ソロ初のアルバム『NEW FRONTIER』をCD、ダウンロード販売、配信の3形態にてリリース。これまでのシングル6曲に加え、米国歌手ダニエル・パウター提供の楽曲『HONEYYY』など新たに6曲を収録した全12曲である[72][73]。
- 12月25日、FC会員限定「X’mas Talk & Acoustic Mini Live『Snow White』」をBillboard Live TOKYOにて開催。2公演行われ、いずれもオンライン同時生配信も実施。ソロ初アルバム『New FRONTIER』の収録曲である『Snow White』も初披露した[74]。

2022年
- 1月15日、ソロ活動後初の地上波テレビ番組MCとしてRKB毎日放送のスペシャル番組「手越祐也のアート!アート!アート!」に出演[75][76]。番組内で手越画伯として制作したアート作品4点をレヴェチ美術館に出品。競売による売上の一部は児童支援に寄付された[77]。
- 1月29日-4月29日、初の全国ツアー「手越祐也LIVE TOUR 2022『NEW FRONTIER』」8ヶ所14公演を実施。LINE CUBE SHIBUYAにて行われた追加公演がツアーファイナルとなり、3ヶ月に渡るツアーの無事完走を果たした[78]。
- 4月13日、RKB毎日放送の新番組「ミライアングル」（毎週水曜日9:55〜）に初代ナビゲーターとして毎週レギュラー出演することが決定し、初回収録分が放送される。産学官の取り組みを取材する情報番組である[79]。
- 5月11-12日、パシフィコ横浜国立大ホールにて、手越自身がMCをつとめるスペースシャワーTVプラスの音楽番組『スペプラ手越〜Music Connect〜』発の番組イベント「スペプラ手越 FES.2022」を開催（スペースシャワーTVとの共同主催）し、MCおよびライブアクトとして出演。自身のライブコーナーのほか、邦ロックバンドのKANA-BOON、キュウソネコカミ、KEYTALKとのコラボセッションも行われ大盛況で閉幕。フェスのダイジェストは6月18日、DAY1は7月16日、DAY2は7月23日にスペースシャワーTVプラスで放送される。[80][81][82]。
- 5月25日、RKB毎日放送の情報番組「まじもん！」の番組内コーナー「ととのいまっぷ九州」にゲスト出演。手越が取材ロケした九州各地のユニークな人気サウナが紹介される[83]。
- 7月2日、札幌ドームで開催された北海道日本ハムファイターズ対オリックス・バファローズのパリーグ公式戦にスペシャルゲストとして出演。試合前に、球団OBの谷口雄也とのスペシャルトークショーおよび新曲「OVER YOU」を生歌唱するスペシャルライブを行った。また、試合途中で行われる日ハムのきつねダンスにダンスパフォーマンスでサプライズ参加し、場内ならびにYouTubeのファイターズ公式チャンネルやパーソルパリーグTVにて反響を呼んだ[84][85]。
- 7月14日、ライブファッションイベント『COLORZ powered by SHEIN』（Zepp Nambaにて開催）にライブアクトとして出演。元キマグレンのクレイ勇輝率いるOCEANSのバンド演奏のもとライブを行った。ゲストとして駆けつけたシンガーソングライターの川崎鷹也とのセッションも行われた[86]。
- 8月11日、スポーツチャンネルGAORA SPORTSに初出演。「手越祐也の夏旅2022 in北海道～札幌ドームで歌っちゃいました～」が初回放送される[87][88]。
- 8月14日、グリーンチャンネルにて放映の「競馬場の達人　PAT勝負編」に出演。初の競馬番組出演となる[89]。
- 8月21日、ライブファッションイベント『COLORZ powered by SHEIN』ツアー最終日（東京・日比谷野外音楽堂）にアーティスト出演。歌手のYUIや鈴木愛理、川崎鷹也他、複数のアーティストとセッションを行う[90]。
- 8月26日、『日経地方創生フォーラムin北海道イノベーションfor SDGs』のパネルディスカッションに登壇。北海道余市町のワインの魅力をどう発信していけるかなど討論し、自身初の日経フォーラム参加となる[91] [92]。
- 9月3日、福岡県・直方で開催された音楽フェス「MAKE A MONOGATARI 2022」に初出演[93]。
- 9月7日-、LIVE DVD & Blu-ray『手越祐也LIVE TOUR 2022「NEW FRONTIER」』をリリース。ソロ初の、全国CDショップにおけるLIVE映像作品の発売となる[94]。
- 9月26日、ふくしまSDGz博に初登壇。プラットふくしまと共同で農業振興や地域活性化を目指すプロジェクト『手越村』の活動を紹介した。「福魂祭（ふっこんさい）に参加した際、東日本大震災から10年となった福島の現状を知り、福島の物を全国や世界に届けたいと感じた。農業にも興味があったため活動を始めた。昨年初めて収穫したコメがめちゃくちゃおいしい」と語った。 [95]
- 9月29日、ロックバンドNovelbrightが主催する対バンライブ（大阪市・Zepp Osaka Baysideにて開催）に初出演[96]。
- 10月5日、ソロ初のミニアルバム『Music Connect』（全6曲）をリリース[97]。
- 10月9日、『長岡 米百俵フェス 〜花火と食と音楽と〜 2022』（新潟県長岡市・東山ファミリーランド開催）にアーティスト出演。オリジナルソング全8曲をギタリストのマーティ・フリードマンとのコラボにて歌唱。同年12月にはWOWOWにて放映される[98][99]。
- 10月12日-11月30日、『手越祐也LIVE TOUR 2022 「Music Connect」』をKT Zepp Yokohamaを皮切りに7都市12公演開催[100]。
- 10月21-22日、タイのTV番組に複数生出演。番組コーナーへの参加、インタビュー、オリジナルソング『OVER YOU (feat. マイキ)』の歌唱などを行い、独立後初の海外TV出演を果たす[101][102][103]。
- 10月22日、在タイ日本国大使館などが後援する日タイ修好135周年記念事業『タイ・ジャパン アイコニック ミュージックフェス2022』（バンコク・ICONSIAMにて開催）にメインゲストとして出演し全6曲を披露。ソロアーティストとして自身初の海外における歌唱となる[104][105][106][107][108]。
- 10月26日、これまでスペースシャワーTVプラスで放送されていた『スペプラ手越〜Music Connect〜』が、本チャンネルであるスペースシャワーTVに放送局を移し、新たに『スペプラ手越〜Music Connect〜Season2』としてスタート。
- 11月-、サッカー日本代表をテーマに生配信されたYouTubeチャンネル『徹底討論ch』に番組MCとして出演。
- 12月1日、芸能活動20周年となるこの日、Zepp Hanedaにて 『YUYA TEGOSHI 20th Anniversary Secret Live』を開催。全21曲を歌唱。

2023年
- 1月31日、GAORA SPORTS生放送『SHINJO スペシャルナイト～夢の叶え方～』に番組MCとして出演し北海道日本ハムファイターズ監督の新庄剛志と初対談。翌日はファイターズ春季キャンプの放送室中継にも出演。
- 2月4日、国立代々木競技場第一体育館で開催のバスケットボール・Bリーグ、アルバルク東京VS大阪エヴェッサ戦にゲスト出演。ハーフタイムショーで『モガケ！』『OVER YOU (feat.マイキ)』の二曲を歌唱[109]。
- 2月14日、競馬番組『ケイバどーも』（グリーンチャンネル）にゲストとして初出演[110]。
- 2月22日、TCK公式ライブ『ウマきゅん2023』（大井競馬場にて収録）にゲストとして初出演[111]。
- 3月25日、GAORA SPORTS特番冠番組『手越祐也の春旅2023in沖縄～最高のバーベキューをしテイッ！～』にTV出演[112][113]。
- 3月31日、RKB毎日放送の歴史バラエティ番組『手越祐也・加来耕三の九州三国志』に出演。独立後2度目の地上波TV冠番組となり、福岡・佐賀・鹿児島・大分で放送される[114][115]。
- 4月7日、独立後初の関東圏地上波冠番組『ちぃたん☆と手越祐也のホンキでいきます（仮）』（毎週金26:00〜）がテレビ埼玉・TVer・日テレ無料にてスタートする[116][117]。
- 4月12日-5月31日、『手越祐也 LIVE TOUR 2023 CHECKMATE』を、全国5箇所11公演（追加公演含）開催。5/29公演ではマイキがオープニングアクトを務めた。オーラス公演となる5/31公演では、サプライズでアイドル（YOASOBI）が披露された[118][119]。
- 4月16日、独立後初のサッカーイベントに出演。J2リーグモンテディオ山形ホーム戦にスペシャルゲストとして歌唱とトークショーを行い、会場を盛り上げる[120][121]。
- 5月4日、自身初となるフルオーケストラコンサート『手越祐也 Symphonic Concert 2023』を、東京オペラシティ コンサートホールにて開催[122]。
- 7月15日、音楽フェス『JOIN ALIVE 2023』（北海道岩見沢市）に初出演を果たし、全11曲を歌唱[123][124]。
- 7月23日、FM NACK5開局35周年スペシャルイベント『情熱の巨匠大陸～黒船来航～』（大宮ソニックシティ大ホール）にライブアクトとして初出演[125]。
- 8月12日、好評につき、2度目のフルオーケストラコンサート『手越祐也 Symphonic Concert 2023 Vol.2』を東京オペラシティコンサートホールにて開催し、1日2公演を果たす[126][127]。
- 8月31日-9月27日、初の2マンツアー『2ペプラ手越 –TWO MAN ZEPP TOUR-』を東京・横浜2都市6公演にて開催。冠音楽番組『スペプラ手越～Music Connect～ season2』（スペースシャワーTV）のゲストをメインに招いた対バンライブであり、公演毎にセットリストや衣装などを変え、ゲストとのセッションも行った。対バン相手はLead、Novelbright、androp、阿部真央、KEYTALK、BLUE ENCOUNT[128]。
- 10月14日、音楽フェス『MAKE A MONOGATARI 2023』（福岡県直方市）に出演し7曲を歌唱する[129]。
- 10月25日、J.S.A.ワインエキスパートの資格を取得[130]。
- 11月4日、『立教大学学園祭 St.Paul’s Festival』（立教大学池袋キャンパス内 タッカーホール）に出演しライブを行う。自身初の学園祭出演となる[131]。
- 11月11日、地元である横浜に位置するBillboard Live Yokohamaにて『手越祐也 BIRTHDAY LIVE 2023』開催。[132]
- 11月26日、初の冠ゴルフ番組『手越祐也の「先生！ゴルフ教えテイッ！」』の1話がGAORA SPORTSにて初放送される。共演はトータルテンボスとプロゴルファーの飯島茜。2話は12月16日の放送[133]。

2024年
- 1月7日、Bリーグのアルバルク東京ホームゲーム、川崎ブレイブサンダース戦（国立代々木競技場第一体育館）にゲスト出演し、ハーフタイムにてスペシャルライブを行うなど会場を盛り上げた[134]。
- 1月24日、冠音楽番組『スペプラ手越～Music Connect～ season2』（スペースシャワーTV）で共演したアーティストからの楽曲提供で構成されたミニアルバム『絆 -KIZUNA-』をリリース。参加アーティストは田邊駿一（BLUE ENCOUNT）、金井政人（BIGMAMA）、眉村ちあき、竹中雄大・山田海斗（Novelbright）、マイキ、井上竜馬（SHE’S）[135]。
- 2月1日-2月29日に、このミニアルバムを引っ提げ、5都市10公演の全国ツアー『手越祐也 LIVE TOUR 2024 絆 -KIZUNA-』を開催、完走した。本ツアーでは、1日目と2日目でセットリストやセット、演出、衣装がまったく異なるコンサートを行うという初の試みが行われた[136]。
- 5月4日・11日、自身初のライブ『手越祐也 Symphonic Concert 2024 vol.3』を京都コンサートホールで開催した。東京オペラシティコンサートホールを含め2都市3公演と、フルオーケストラライブの開催を拡大させた[137]。
- 6月24日 - 7月17日、初の試みであるコンセプトライブ『スペプラ手越LIVE 〜Music Concept〜』を東京・横浜・台場の3箇所6公演開催。バンドDAYとアコースティックDAYに分かれ、各公演異なるテーマで開催された。参加アーティストはBIGMAMA、SHE’S、ホリエアツシ（ストレイテナー）、内澤崇仁（androp）、マイキ、眉村ちあき、KANA-BOON、氣志團（竹中雄大・山田海斗は、竹中が肋骨を骨折したため、出演を見合わせた）[138]。
- 9月6日、豊洲PITで開催された、松崎しげる主催の音楽フェス「黒フェス2024～白黒歌合戦～」にライブアクトとして、2021年以来3年ぶりに出演[139]。
- 9月8日、北海道・苫小牧 キラキラ公園で開催された音楽フェス「TOMAKOMAI MIRAI FEST 2024」に初出演。LUNA SEA、X JAPAN及びTHE LAST ROCKSTARSのメンバーであるSUGIZOと、セッションを披露した[140]。
- 10月13日、日本テレビ系バラエティー番組「謎とき冒険バラエティ 世界の果てまでイッテQ!」に、2020年5月以来約4年ぶりに出演[141][142][143]。
- 10月25日、YOSHIKIプロデュースの13人組ボーイズグループXYへ加入することを発表[9]。
- 10月16日-12月20日、7都市14公演の2024年2度目の全国ツアー『手越祐也 LIVE TOUR 2024 OVER YOU』を開催、完走した[144]。

## 人物
得意なスポーツはサッカーやフットサル。趣味はゴルフ、ゲーム、ワインの勉強など多岐に渡る。性格はポジティブ。ストイックな努力家でもあり、仕事だけでなく趣味やスポーツも突き詰めるタイプである。慈善活動にも関心を持つ。アーティストとしてステージで歌うことに喜びを感じ、人を笑顔にする活動を続けることを人生の目標としている。
2023年10月に日本ソムリエ協会認定ワインエキスパート、2024年11月にJ.S.A SAKE DIPLOMAの資格を取得。
音楽はソロアーティストとして、ポップス、ロック、EDM、ボカロP曲などオールジャンルを扱うのが特長。ライブでのステージ構成も、バンド形式やダンスバージョンなど多彩である。TV音楽番組『スペプラ手越』を冠番組として持っており、多数の音楽アーティストとの交友がある。番組ゲストを交えた音楽フェスや対バンイベントなども行なっている。

### 趣味・スポーツ・資格
- 趣味はサッカー観戦、フットサル、ゴルフであり[145]、特技はサッカーとフットサル。4歳の頃から地元のクラブチームに所属して大会に出場し、中学でもサッカー部に所属するなどJリーガーを目指していた時期がある[146][147]。芸能界に入ってからは自身の名を冠したサッカー番組やサッカー雑誌の連載なども持った。サッカー好きが高じて2012年からFIFAクラブワールドカップのメインキャスターとなり、2014年のブラジルワールドカップでは明石家さんまと共に日本テレビ中継枠でのメインキャスターも長年務めた[148][149]。
- 現在もフットサルは練習を続けており、Mr. Childrenの桜井和寿やナオト・インティライミも参加する音楽業界のフットサル大会『音蹴杯』[150] にも、自身がキャプテンを務めるフットサルチームで参加している。2017年の音蹴杯チャンピオンズリーグ（OCL）にてチーム優勝および個人賞MVPも獲得した[151]。また、内田篤人、吉田麻也、田中順也といったサッカー日本代表の選手達とプライベートでも交流がある[146]。
- 野球好きであることも公表し、テレビのニュースで試合結果をチェックしている。2021年の横浜DeNAベイスターズホームゲームでの始球式や2022年の日本ハムファイターズホームゲームでのトークショー&ミニライブなどにもスペシャルゲストとして参加した経験を持つ[152]。
- バトルロワイヤルゲーム『荒野行動』のプレイヤーで、αD（アルファディー）というチームに所属。2020年以降は荒野行動3周年記念配信などのイベントにも特別ゲストとして出演している。2022年3月頃からはVALORANTもプレイ。YouTubeゲームチャンネル『手越GAMEHOUSE』を開設し、当初は芸能人やにじさんじ所属のイブラヒムなどが出演。やがてプロの選手も呼ぶようになり、練習を重ね、1年8ヶ月でゴールドランク、2024年3月にはプラチナランクに到達した。かつて2020年10月には『EDION VALORANT CUP』にスペシャルゲストとして出演しているが、トラブルで試合が一時中断した際に機転の効いたトーク力でイベントを繋いだため「手越の鬼繋ぎ」として高い評価を得ている。
- 日本ソムリエ協会認定J.S.A.ワインエキスパートの資格を取得している。かねてよりワイン好きであったが、2022年8月に『日経地方創生フォーラム in 北海道イノベーション for SDGs』におけるワインに関するパネルディスカッションに登壇した際、「日本のワインを世界に広めたい。ワインエキスパートの資格取得にむけて秋から勉強をスタートする」と発表した。その後、2023年8月に一次筆記試験、同年10月には二次実地試験に一発合格。「でも、ここはスタート。ここから胸を張ってたくさんワインと触れてもっと日本ワインの素晴らしさや、世界と比べてまだまだ距離感のある日本×ワイン。その魅力を伝えていきたいと思います」と述べている[153][154]。
- 大の車好きである。2021年のSUPER GT 第2戦では国歌斉唱を担当した。
- 犬好きであり、トイプードルのエマとティファを飼っている。小学生の時最初に飼っていた愛犬ティニー（パピヨン）は2015年で亡くなり、2匹目のスカル（トイプードル）は実家で母親と暮らしている。

### 音楽・タレント業関連
- 独立後は冠音楽番組『スペプラ手越』を持ち、好評であったためシーズン2に延長となり、冠フェスやイベントが行われるようにもなった。番組を通してできた邦ロックアーティストの友人も多く、ミニアルバムではBLUE ENCOUNT、Novelbright、SHE’S、BIGMAMAなどの楽曲提供があった。
- 歌唱力に自信があり、伸びやかなハイトーンボイス[155]  が特徴的。幼気な柔らかい歌声からディストーションボイスまで、楽曲に合わせて多彩に使い分ける[156]。歌はデビューしてから2年程自分の武器を手に入れるために自分で探したボイストレーナーに個人的にレッスンをお願いし、学校帰りに行っていた[155][157]。2017年には「のどを傷めないでシャウトする発声の仕方を練習していた」と語っており、アルバム『NEVERLAND』内の楽曲で披露している[158]。また、ジャニーズJr.のボイストレーニングも担当していた[159]。
- コンサートにおいては「音」に対するこだわりを強く持っている。全ての客席で良い音が届けられるようにと打ち合わせやリハーサルの段階から音響面に関わっており[160]、納得いくまで突き詰めるのが自分の役割だと語っている[161]。
- かつて自身が出演していた『世界の果てまでイッテQ!』では、どんなに過酷なロケであっても仕事にNGを出さなかった理由として「僕の人生をいろんな意味で大きく変えてくれた番組。恩返ししてもしきれない」と番組に対して感謝の念を抱いているからと語っていた[162]。
- 独立当初の1年は音楽活動環境がまだ準備できておらず、YouTube中心で活動発信をしていた。2021年7月のソロデビュー以降は音楽活動に重点を置くため、投稿は不定期とし、内容もより音楽に特化したものとする事を、同年6月28日の投稿動画で発表した。YouTuberと認識されることもあるが、本人は「自分はYouTuberではなく、YouTubeはアーティストとしての自分を知ってもらうための大事なツール」だと明言している[163]。

### その他エピソード
- 「地球でトップ3に入るぐらいポジティブ」は彼のキャッチフレーズと化しており[164]、「落ち込むのは時間のムダだって思ってるから、一人で悲しみに暮れるぐらいなら無理してでも友達と会って騒ぐ。そうすれば、自然とポジティヴになっていくから。」と考えを示している[165] 。一方で、人見知りな一面もある[166]。
- L'Arc〜en〜Cielのhydeに憧れており、「生まれ変わったらhydeさんの顔になりたい」と公言している。また、hydeとはお揃いのスマホケースを使っていた仲でもある[167]。2021年には手越のYouTubeチャンネルで初共演し、hydeのハロウィンライブに手越がゲスト出演したりなど、念願の共演を果たした[168]お互いのライブを見に行く間柄でもある。
- 金髪を貫く理由として「ユニットで出演しても遠くから見てすぐにわかる。お茶の間によりわかりやすくするための武器である」ことを挙げていた。[169]。2019年には、金髪でも衣装負けしていると感じ、ピンク髪に変更した[170]。独立後はしばらく金髪であったが、2022年夏頃からはピンク髪である。
- アイドル時代はファンのことを「子猫ちゃん」「ハニー」と呼んでいた[171]。これについて本人は「俺は何歳になっても、ジャニーズにいる以上は、ファンはそれを求めているんだから言ってあげたいな、やってあげたいな、それ相応の見栄えでいたいなって思う」としていた[165]。アーティストになった現在もファン好きは変わらず、2021年8月には自分で考えたファンネーム（ファンの名称）「HONEYYY」を発表し、ファンとの関係を深めている[172]。
- モーニング娘。のファンクラブ会員であったことがあり、とくに後藤真希と辻希美のファンであった。そうした経験上、ステージに立つ側の気持ちも見る側の気持ちも両方が分かる、としている[173]。
- 女優の長澤まさみと鈴木杏、プロレーシングドライバーの大嶋和也は高校時代の同級生[174]。

### 慈善活動・ボランティア
- 2018年8月、西日本豪雨ボランティア。被災地である広島県呉市に完全プライベートで足を運び、家屋の床下で泥かきをするなどの災害復興ボランティアを行った[175]。
- 2020年4月末-現在、ひとり親家庭支援。ひとり親家庭へのお弁当支援活動を行っているINGプロジェクト（現、一般社団法人こどもの笑顔弁当）に賛同。金銭的支援や自らのメッセージを付けたお弁当を配達するなどのボランティア活動を定期的に行っており、スペシャルサポーターとしてプロジェクトの普及にも携わっている。活動の動機について「自分自身、ひとり親家庭で育ち、そうした家庭の大変さを体験したからこそ、この活動に賛同した。子どもたちが元気に笑顔になってくれたらうれしい」と語っている[176][177][178]。
- 2020年7月、コロナ禍で部活動ができない中高生のために開催されたフットサル講座（東京都江戸川区）にサプライズゲストとして登場し、試合に参加するなど激励した[179]。
- 2020年8月、熊本豪雨災害への支援。救援活動現場や被災された方に向け、自身のプロデュースした七色のかき氷（復興を願うテイ！かき氷）を提供することで支援した。コロナ禍のためボランティアとして現地入りすることはかなわなかったが、少しでも力になりたいと考え、地元の被災者支援団体と協力のうえ実現[180][181][182]。
- 2020年12月、ひとり親家庭支援。YouTube手越祐也チャンネルの企画動画を通し、シングルファミリー支援団体に寄付[183]。
- 2021年2月、『手越祐也オンライン成人式』。コロナの影響で成人式を迎えられなかった新成人のため、手越本人が企画。ゲスト出演のお笑いタレントロンドンブーツ1号2号の田村淳とのトークや歌の披露、新成人へのメッセージなどによりエールを送った。参加した新成人には記念品も贈られた。発案の理由について「自分にできることはないのか考え開催に至った。歌声で勇気と元気を届け、前を向いて明るい将来のために歩み出すきっかけとなればそれ以上に嬉しいことはない。何年か経ち、振り返った時に皆さまの記念に残るイベントになることを心より願っている」と語っている[42][184][185]。
- 2021年3月-、『手越村』プロジェクト始動。福島県郡山市で開催された福魂祭2021に参加し、農業振興や地方活性化につなげる『手越村』プロジェクトの一環として、福島復興プロジェクト「プラットふくしま」とタッグを組むことを発表。「風評被害があったり復興も思うように進まない中、手越村を通して少しでも福島のため、未来の子供たちのためにできることをしたい、みんなが笑顔になれるプロジェクトにしたい」との考えでスタートしている。第一弾では、アヒル農法など昔ながらの農法を取り入れた米作りを行い、子どもたちが農業に触れ合う機会を提供した[186][187][188]。
- 2021年3月、福島県郡山市の中学校卒業式にサプライズで登場し、歌を披露した。「震災とコロナと大変な時期を過ごし、できるはずだった思い出となるイベントもなく思うように過ごせなかった生徒たちのために少しでもプラスになることをしたい」と語った[189][190]。
- 2021年10月、『手越村』プロジェクト。郡山市西田町の地元農家と一緒にコシヒカリを栽培し、収穫体験の機会を子どもたちに提供。福島の農産物のおいしさをPRすると共に、クラウドファンディングの返礼品とすることで集まったお金を福島の復興支援に役立てた。「このお米を食べることが人助けになる。いい循環が出来ればいいな」と語っている[191][192]。
- 2021年12月、ひとり親家庭支援&地方創生プロジェクト。「年末年始に美味しいものを食べて笑顔になってもらいたい」との想いで企画し、北海道産海産物イクラとタラコのセットをシングルファミリー計1054世帯にプレゼントした[193][194][195]。
- 2022年1月、社会福祉支援。RKB毎日放送で放送された特別番組『手越祐也のアート！アート！アート！』内で手越本人が描いた絵がレヴェチ美術館に展示され、その後のインターネットオークションによる売上金が福祉支援団体に寄付された[196][197]。
- 2022年1月-、ひとり親家庭支援。2022年1月から始まる手越自身の全国ホールツアーにシングルファミリーを招待[198]。
- 2022年3月、『手越村』活動の一環。福島県郡山市の中学校卒業式をサプライズで訪問。卒業生たちの思い出となるよう、東日本大震災から11年になるのに合わせ、復興応援ソング「花は咲く」などの歌のプレゼントと「友人や家族を大切にしながら努力し夢をかなえてほしい」というエールの言葉を送った[199][200][201]。
- 2022年3月、日本経済大学および福岡こども短期大学の3年ぶりに対面実施となった合同卒業式にサプライズゲストとして参加。「自分の夢を大切に挑戦を続け、やりがいを感じて生きてほしい」と歌とエールを送った[202][203]。
- 2022年3月、東日本大震災被災地支援。YouTubeの手越祐也チャンネルで震災復興支援ソング「花は咲く」の歌唱動画を投稿。全ての収益を被災地へ送る取り組みを行う[204][205]。
- 2022年3月、『手越村』活動の一環。福島県郡山市の郡山四中卒業式にサプライズで登場。歌を披露し門出を祝った。東日本大震災から11年になるのに合わせ、復興応援ソング『花は咲く』などを歌った。「友人や家族を大切にしながら努力し、夢をかなえてほしい」とエールを送った[206]。
- 2022年5月、『手越村』プロジェクト。2年目となる活動について報告。福島県郡山市にて、子どもたちに農業体験の機会が設けられ、手越も子どもたちとともに田植えを行う[207]。
- 2022年5月、ひとり親家庭支援。主催する音楽フェス『スペプラ手越FES.2022』（パシフィコ横浜）にシングルファミリーを招待[208]。
- 2022年12月、ひとり親家庭支援。シングルファミリーを支援する企画の第二弾として、タラバガニをプレゼントする[209]。
- 2023年4月、ひとり親家庭支援。『手越祐也 LIVE TOUR 2023 CHECKMATE』にシングルファミリーを招待する[210]。
- 2023年5月、『手越村』プロジェクト。福島県郡山市の子どもたち約100人を招待し児童と共に田植えをした。収穫するコメは一般販売し、県産農産物の魅力発信につなげる。「多くの子どもたちと一緒に作業できて楽しかった。日本や世界に福島のおいしい農産物を伝えていきたい」と語った[211]。
- 2023年10月、『手越村』プロジェクト。約130人が参加する稲刈り体験を実施し子どもたちと共に作業する。「小さい頃から体験し、食べられることが当たり前じゃないこと、たくさんの方の思いが詰まっていることを知ることで、心も豊かに育ってくれると思う。この青空の下、みんなで一つのことをやるという体験で、色んなものを自然と感じてくれたらいいなと思っています」と語った。『手越村のお米』や甘酒の売り上げは郡山市の子ども支援や農業支援に活用される[212] [213] [214]。
- 2024年2月、ひとり親家庭支援。｢手越祐也LIVE TOUR 2024 絆 -KIZUNA-｣にシングルファミリーを招待[215]。
- 2024年3月、福島県猪苗代町の猪苗代中学校卒業式にサプライズで登場し卒業生１０１人を祝福した。会津地方でのサプライズは初となる。福島県の卒業式に訪れた経験から作った卒業ソング「この手とその手」などを歌い、「失敗を恐れずに夢を大切にして、これからの人生を歩んでほしい」とエールを送った。このほか「手越村のお米使用　西田甘酒」を卒業生や在校生らに計約４００本贈った[216][217]。
- 2024年5月、『手越村』プロジェクト。郡山市にて福島県内の小中学生130人とともに田植え作業を行った[218][219]。

## ディスコグラフィ

### シングル

#### デジタルシングル
| #                        | 発売日                   | タイトル                 | 規格                     | 週間DLランキング最高位   | 週間DLランキング最高位   | 収録アルバム                        |                          |
| #                        | 発売日                   | タイトル                 | 規格                     | オリコン                 | Billboard Japan          | 収録アルバム                        |                          |
| フォーライフミュージック | フォーライフミュージック | フォーライフミュージック | フォーライフミュージック | フォーライフミュージック | フォーライフミュージック | フォーライフミュージック            | フォーライフミュージック |
| ------------------------ | ------------------------ | ------------------------ | ------------------------ | ------------------------ | ------------------------ | ----------------------------------- | ------------------------ |
| 1                        | 2021年7月7日             | シナモン                 | デジタル・ダウンロード   | 26位                     | 26位                     | NEW FRONTIER，手越祐也 SINGLES BEST |                          |
| 2                        | 2021年8月18日            | ARE U READY              | デジタル・ダウンロード   | 26位                     | 42位                     | NEW FRONTIER，手越祐也 SINGLES BEST |                          |
| 3                        | 2021年9月22日            | LUV ME, LUV ME           | デジタル・ダウンロード   | 19位                     | 20位                     | NEW FRONTIER，手越祐也 SINGLES BEST |                          |
| 4                        | 2021年10月13日           | ウインク                 | デジタル・ダウンロード   | 13位                     | 17位                     | NEW FRONTIER，手越祐也 SINGLES BEST |                          |
| 5                        | 2021年11月24日           | ONE LIFE                 | デジタル・ダウンロード   | 18位                     | 24位                     | NEW FRONTIER，手越祐也 SINGLES BEST |                          |
| 6                        | 2021年12月15日           | モガケ!                  | デジタル・ダウンロード   | 24位                     | 31位                     | NEW FRONTIER，手越祐也 SINGLES BEST |                          |
| 7                        | 2022年4月30日            | MAZE WORLD               | デジタル・ダウンロード   | 21位                     | 23位                     | CHECKMATE，手越祐也 SINGLES BEST    |                          |
| 8                        | 2022年7月7日             | OVER YOU (feat. マイキ)  | デジタル・ダウンロード   | 11位                     | 18位                     | CHECKMATE，手越祐也 SINGLES BEST    |                          |
| 9                        | 2022年8月31日            | HOTEL                    | デジタル・ダウンロード   | 24位                     | 29位                     | CHECKMATE，手越祐也 SINGLES BEST    |                          |
| 10                       | 2023年3月29日            | Comfort Zone             | デジタル・ダウンロード   | 40位                     | 58位                     | CHECKMATE，手越祐也 SINGLES BEST    |                          |
| 11                       | 2023年7月7日             | SUPER SESSION            | デジタル・ダウンロード   | 31位                     | 31位                     | 手越祐也 SINGLES BEST               |                          |
| 12                       | 2023年11月4日            | アダルトブルー           | デジタル・ダウンロード   | 38位                     | 53位                     | 絆 -KIZUNA-，手越祐也 SINGLES BEST  |                          |
| 13                       | 2024年11月11日           | Flash back               | デジタル・ダウンロード   | 12位                     |                          | 手越祐也 SINGLES BEST               |                          |
| 14                       | 2025年4月23日            | Never-ending             | デジタル・ダウンロード   | 15位                     |                          | 手越祐也 SINGLES BEST               |                          |
| 15                       | 2025年7月9日             | 導火線                   | デジタル・ダウンロード   |                          |                          |                                     |                          |

### アルバム

#### オリジナルアルバム
| 枚                       | 発売日                   | タイトル                 | 販売形態                 | 販売形態                 | 規格品番                 | ランキング最高位           | ランキング最高位         |
| 枚                       | 発売日                   | タイトル                 | 販売形態                 | 販売形態                 | 規格品番                 | オリコン                   | Billboard                |
| フォーライフミュージック | フォーライフミュージック | フォーライフミュージック | フォーライフミュージック | フォーライフミュージック | フォーライフミュージック | フォーライフミュージック   | フォーライフミュージック |
| ------------------------ | ------------------------ | ------------------------ | ------------------------ | ------------------------ | ------------------------ | -------------------------- | ------------------------ |
| 1                        | 2021年12月22日           | NEW FRONTIER             | 初回生産限定盤           | CD                       | FLCF-4526                | 7 (合算アルバムランキング) | 8 (Hot Album)            |
| 1                        | 2021年12月22日           | NEW FRONTIER             | 通常盤                   | CD                       | FLCF-4527                | 7 (合算アルバムランキング) | 8 (Hot Album)            |
| 2                        | 2023年4月5日             | CHECKMATE                | 初回生産限定盤           | CD+DVD                   | FLCF-4531                | 9 (合算アルバムランキング) | 4 (Hot Album)            |
| 2                        | 2023年4月5日             | CHECKMATE                | 通常盤                   | CD                       | FLCF-4532                | 9 (合算アルバムランキング) | 4 (Hot Album)            |
| 3                        | 2025年5月14日            | 手越祐也 SINGLES BEST    | 初回生産限定盤           | 2CD+BD                   | FLCF-4538                |                            |                          |
| 3                        | 2025年5月14日            | 手越祐也 SINGLES BEST    | 初回生産限定盤           | CD+DVD                   | FLCF-4539                |                            |                          |
| 3                        | 2025年5月14日            | 手越祐也 SINGLES BEST    | 初回限定仕様／通常盤     | CD                       | FLCF-4540                |                            |                          |

#### ミニアルバム
| 枚                       | 発売日                   | タイトル                 | 販売形態                 | 販売形態                 | 規格品番                 | ランキング最高位            | ランキング最高位         |
| 枚                       | 発売日                   | タイトル                 | 販売形態                 | 販売形態                 | 規格品番                 | オリコン                    | Billboard                |
| フォーライフミュージック | フォーライフミュージック | フォーライフミュージック | フォーライフミュージック | フォーライフミュージック | フォーライフミュージック | フォーライフミュージック    | フォーライフミュージック |
| ------------------------ | ------------------------ | ------------------------ | ------------------------ | ------------------------ | ------------------------ | --------------------------- | ------------------------ |
| 1                        | 2022年10月5日            | Music Connect            | 通常盤                   | CD                       | FLCF-4529                | 10 (週間アルバムランキング) | 9 (Hot Albums)           |
| 2                        | 2024年1月24日            | 絆 -KIZUNA-              | TYPE-A                   | CD                       | FLCF-4534                | 9 (週間アルバムランキング)  | 8 (Hot Albums)           |
| 2                        | 2024年1月24日            | 絆 -KIZUNA-              | TYPE-B                   | CD                       | FLCF-4535                | 9 (週間アルバムランキング)  | 8 (Hot Albums)           |
| 2                        | 2024年1月24日            | 絆 -KIZUNA-              | デジタル・ダウンロード   | デジタル・ダウンロード   | DISA-0591                | 2 (週間デジタルアルバム)    | 4 (Download Albums)      |

#### ライブ音源
| 枚                       | 発売日                   | タイトル                                | 販売形態                 | 規格品番                 | ランキング最高位         | ランキング最高位         |
| 枚                       | 発売日                   | タイトル                                | 販売形態                 | 規格品番                 | オリコン                 | Billboard                |
| フォーライフミュージック | フォーライフミュージック | フォーライフミュージック                | フォーライフミュージック | フォーライフミュージック | フォーライフミュージック | フォーライフミュージック |
| ------------------------ | ------------------------ | --------------------------------------- | ------------------------ | ------------------------ | ------------------------ | ------------------------ |
| 1                        | 2023年10月25日           | 手越祐也 LIVE TOUR 2023「CHECKMATE」    | デジタル・ダウンロード   | DISA-0542                | 7位                      | 7位                      |
| 2                        | 2024年6月19日            | 手越祐也 LIVE TOUR 2024 絆 -KIZUNA-     | デジタル・ダウンロード   | DISA-0656                |                          |                          |
| 3                        | 2025年5月14日            | 手越祐也 LIVE TOUR 2024 OVER YOU -DAY1- | デジタル・ダウンロード   |                          |                          |                          |
| 4                        | 2025年5月14日            | 手越祐也 LIVE TOUR 2024 OVER YOU -DAY2- | デジタル・ダウンロード   |                          |                          |                          |

### 映像作品
| 枚                       | 発売日         | タイトル                                                     | 販売形態  | 販売形態  | 規格品番  | オリコンランキング最高位 | オリコンランキング最高位 |
| 枚                       | 発売日         | タイトル                                                     | 販売形態  | 販売形態  | 規格品番  | DVD/BD週間               | 音楽DVD/BD週間           |
| AVALANCHE                | AVALANCHE      | AVALANCHE                                                    | AVALANCHE | AVALANCHE | AVALANCHE | AVALANCHE                | AVALANCHE                |
| ------------------------ | -------------- | ------------------------------------------------------------ | --------- | --------- | --------- | ------------------------ | ------------------------ |
| 1                        | 2022年1月26日  | YUYA TEGOSHI LIVE TOUR 2021 「ARE YOU READY?」 DOCUMENT FILM | FC限定盤  | DVD       | YTD-1001  | -                        | -                        |
| 2                        | 2022年5月17日  | YUYA TEGOSHI CLIPS                                           | FC限定盤  | DVD       | YTD-1002  | -                        | -                        |
| フォーライフミュージック |                |                                                              |           |           |           |                          |                          |
| 1                        | 2022年9月7日   | 手越祐也 LIVE TOUR 2022 「NEW FRONTIER」                     | DVD       | DVD       | FLBF-8115 | 2位                      | 1位                      |
| 1                        | 2022年9月7日   | 手越祐也 LIVE TOUR 2022 「NEW FRONTIER」                     | Blu-ray   | Blu-ray   | FLXF-1004 | 3位                      | 2位                      |
| 2                        | 2023年3月15日  | 手越祐也 LIVE TOUR 2022 Music Connect                        | DVD       | DVD       | FLBF-8116 |                          |                          |
| 2                        | 2023年3月15日  | 手越祐也 LIVE TOUR 2022 Music Connect                        | Blu-ray   | Blu-ray   | FLXF-1005 |                          |                          |
| 3                        | 2023年10月25日 | 手越祐也 LIVE TOUR 2023 「CHECKMATE」                        | DVD       | DVD       | FLBF-8117 | 7位                      | 10位                     |
| 3                        | 2023年10月25日 | 手越祐也 LIVE TOUR 2023 「CHECKMATE」                        | Blu-ray   | Blu-ray   | FLXF-1006 |                          |                          |
| 4                        | 2024年6月19日  | 手越祐也 LIVE TOUR 2024 「絆 -KIZUNA-」                      | DVD       | DVD       | FLBF-8118 |                          |                          |
| 4                        | 2024年6月19日  | 手越祐也 LIVE TOUR 2024 「絆 -KIZUNA-」                      | Blu-ray   | Blu-ray   | FLXF-1008 |                          |                          |

## タイアップ一覧
| 起用年          | 楽曲       | タイアップ                                                                |
| --------------- | ---------- | ------------------------------------------------------------------------- |
| 2022年 - 2025年 | OVER YOU   | RKB毎日放送『ミライアングル』オープニングテーマ                           |
| 2023年 -        | HOTEL      | テレビ埼玉『ちぃたん☆と手越祐也のホンキでいきます(仮)』オープニングテーマ |
| 2024年          | Flash back | 日本テレビ『DayDay.』エンディングテーマ                                   |

## ライブ・コンサート

### ソロライブ・ツアー
| 年     | タイトル                                              | 日程・会場 | 備考 |
| ------ | ----------------------------------------------------- | --- | --- |
| 2020年 | ファンクラブ限定オンラインライブ「THE BANQUET」       | 8月16日 東京 ブルーノート東京 | 本来は8月15日-16日、有観客の4公演（16日2部公演のみ同時オンライン配信）を予定していたが、新型コロナウイルス感染拡大の影響で16日1公演のオンライン配信のみに変更。 |
| 2020年 | クリスマスディナーショー「X'mas BANQUET」             | 1か所4公演 12月24日/2公演・25日/2公演 東京 コットンクラブ | 24日第1部オフラインのみ、第2部同時VR配信、25日1部オフラインのみ、第2部同時オンライン配信。 |
| 2021年 | 手越祐也スペシャルライブ＆トークイベント              | 4月23日 豊洲PIT | 手越祐也ファンクラブ・ホテラバ・TEGOSHI BEAUTY SALONのコラボレーション主催。 |
| 2021年 | 手越祐也 LIVE TOUR 2021 【ARE YOU READY?】            | 3か所4公演 9月14日 大阪 Zepp Osaka Bayside 9月15日 愛知 Zepp Nagoya 9月21日 東京 Zepp Haneda （追加公演） 9月22日 東京 Zepp Haneda | 21日公演 VR生配信。 22日追加公演 ストリーミング生配信。 バックヤードやリハーサル映像なとの追加コンテンツを加えて、全会場の公演がVR MODEオンデマンド配信を行う。 収録DVD 【YUYA TEGOSHI LIVE TOUR 2021 「ARE YOU READY?」 DOCUMENT FILM】 |
| 2021年 | X’mas Talk & Acoustic Mini Live「Snow White」         | 1日2公演 12月25日 東京 Billboard Live TOKYO | FC会員限定。 １部公演はFanSteram、2部公演はVR MODEから生配信を行う。 |
| 2022年 | 手越祐也 LIVE TOUR 2022 NEW FRONTIER                  | 8か所14公演 1月29日/2公演 宮城 東京エレクトロンホール宮城 3月3日 東京 LINE CUBE SHIBUYA 2月10日 3月18日 福岡 福岡サンパレス 2月13日/2公演 北海道 札幌カナモトホール 3月23日・24日 北海道 札幌市教育文化会館 2月19日 4月3日/2公演 神奈川 横須賀芸術劇場大ホール 2月6日/2公演 4月6日・7日 愛知 名古屋国際会議場センチュリーホール 2月24日・25日 4月16日・17日 大阪 オリックス劇場 （追加公演） 4月29日/2公演 東京 LINE CUBE SHIBUYA | 2011年の震災後、自身支援活動や復興イベントに尽力しており、「風化は絶対あってはならない」という想いから、仙台からのツアーとなった。 2022年2月6日予定された名古屋公演では、ツアー関係者のコロナ陽性のため延期。さらに、振替日程に来場できないファンがいる可能性も考慮し、陰性の確認が取れている10人弱のスタッフで、該当公演のチケット所有者を対象とした無料アコースティックミニライブを実施した。 福岡、札幌、横須賀、大阪公演は感染症対策の新たな安全管理を徹底したルールの構築や環境を整えるために一旦延期することとなった。本来最終公演であった3月3日からツアー再スタートとなる。 最終日東京公演では1部VR MODE生配信、2部 FAN STREAMとLINE LIVEで有料生配信を行う。 収録DVD・Blu-ray 【手越祐也 LIVE TOUR 2022 「NEW FRONTIER」】 |
| 2022年 | 手越祐也LIVE TOUR 2022『Music Connect』               | 7か所12公演 10月12日・13日 神奈川 KT Zepp Yokohama 10月26日 北海道 Zepp Sapporo 10月28日・29日 宮城 仙台 GIGS 11月8日・9日 愛知 Zepp Nagoya 11月16日・17日 福岡 Zepp Fukuoka 11月22日・23日 大阪 Zepp Osaka Bayside 11月30日 東京 Zepp Haneda | 11日30日最終公演 ストリーミング生配信。 |
| 2022年 | YUYA TEGOSHI 20th Anniversary Secret Live -2002-2022- | 12月1日 Zepp Haneda | 自身の芸能活動20年目を題するライブ。 開催発表当初は配信・映像化の予定はなかったものの、ファンの要望に応えるためにVR配信実施が決定した。 |
| 2023年 | 手越祐也LIVE TOUR 2023『CHECKMATE』                   | 5か所10公演 4月12日・13日 東京 Zepp Haneda 4月29日・30日 宮城 仙台 GIGS 5月14日・15日 愛知 Zepp Nagoya 5月17日・18日 大阪 Zepp Namba 5月30日・31日 神奈川 KT Zepp Yokohama | |
| 2023年 | 手越祐也 Symphonic Concert 2023                       | 1日1公演 5月4日 東京オペラシティコンサートホール | 主催：株式会社オフィスウォーカー/グランドフィルハーモニック東京 指揮：井田勝大 管弦楽：グランドフィルハーモニック東京 |
| 2023年 | 手越祐也 Symphonic Concert 2023 Vol.2                 | 1日2公演 8月12日 東京オペラシティコンサートホール | |
| 2023年 | 手越祐也 BIRTHDAY LIVE 2023                           | 1日2公演 11月11日 Billboard Live YOKOHAMA | 第2部公演 VR生配信 |
| 2024年 | ⼿越祐也LIVE TOUR 2024『絆 -KIZUNA-』                 | 5か所10公演 2月1日・2日 神奈川 KT Zepp Yokohama 2月15日・16日 大阪 Zepp Namba 2月21日・22日 愛知 Zepp Nagoya 2月24日・25日 宮城 仙台GIGS 2月28日・29日 東京 Zepp Haneda | |
| 2024年 | 手越祐也 Symphonic Concert 2024 Vol.3                 | 2か所3公演 5月4日(1日2公演) 東京 東京オペラシティコンサートホール 5月11日 京都 京都コンサートホール 大ホール | |
| 2024年 | ⼿越祐也LIVE TOUR 2024 OVER YOU                       | 7か所14公演 10月16日・17日 神奈川 KT Zepp Yokohama 10月31日・11月1日 愛知 Zepp Nagoya 11月7日・8日 福岡 Zepp Fukuoka 11月23日・24日 宮城 仙台GIGS 12月1日・2日 大阪 Zepp Osaka Bayside 12月14日(1日2公演) 北海道 Zepp Sapporo 12月20日・21日 東京 Zepp Haneda | |
| 2025年 | 手越祐也 Symphonic Concert 2025                       | 1か所2公演 5月4日(1日2公演) 東京 東京オペラシティコンサートホール | |
| 2025年 | ⼿越祐也LIVE TOUR 2025 NEVER END                      | 10か所18公演 5月20日・21日 神奈川 KT Zepp Yokohama 6月4日・6月5日 大阪 Zepp Namba 6月21日・22日 宮城 仙台GIGS 6月26日・27日 愛知 COMTEC PORTBASE 7月9日・10日 東京 Zepp DiverCity 7月22日・23日 福岡 Zepp Fukuoka 8月5日・6日 北海道 Zepp Sapporo 8月29日 大阪 NHK大阪ホール 9月4日 愛知 岡谷鋼機名古屋公会堂 9月15日(1日2公演) 東京 立川ステージガーデン                                                                         | |

### 主催イベント
| 年     | タイトル                          | 日程・会場                                                                                            | 出演ゲスト | 備考 |
| ------ | --------------------------------- | --- | --- | --- |
| 2022年 | スペプラ手越FES.2022              | 5月11-12日 パシフィコ横浜国立大ホール                                                                 | 5月11日 寺中友将・八木優樹(KEYTALK) KANA-BOON 5月12日 キュウソネコカミ KEYTALK | Space Shower TV と AVALANCHE共同主催 「スペプラ手越 ～Music Connect～」による初のイベント 11日公演にBLUE ENCOUNTが出演予定だったが、メンバーのコロナウイルス感染のため出演キャンセル。ピンチヒッターとして寺中友将・八木優樹(KEYTALK)が参加した。                                           |
| 2023年 | 2ペプラ手越 TWO MAN ZEPP TOUR     | 8月31日・9月1日 東京 Zepp Haneda 9月14日・15日 神奈川 Zepp Yokohama 9月26日・27日 東京 Zepp DiverCity | 8月31日 Lead 9月1日 Novelbright 9月14日 androp 9月15日 阿部真央 9月26日 KEYTALK 9月27日 BLUE ENCOUNT | Space Shower Networks主催 AVALANCHE/フォーライフミュージックエンタテイメント協力主催 |
| 2024年 | スペプラ手越LIVE～Music Concept～ | 6月24日・25日 神奈川 Zepp Yokohama 7月3日・4日 東京 Zepp Haneda 7月16日・17日 東京 Zepp DiverCity     | 6月24日 BIGMAMA 【Concept:GAP】 6月25日 SHE‘S 【Concept:BEAUTIFUL】 7月3日 ホリエアツシ(ストレイテナー) 内澤崇仁(androp) 【Concept:TRAVEL】 7月4日 マイキ 眉村ちあき 【Concept:LOVE】 7月16日 KANA-BOON 【Concept:NEW FRONTIER】 7月17日 氣志團 【Concept:SEXY&ONE NIGHT CARNIVAL】 | Space Shower Networks主催 AVALANCHE/フォーライフミュージックエンタテイメント協力主催 回ごとにテーマが変わる「コンセプトライブ」 7月4日公演に竹中雄大・山田海斗（Novelbright）が出演予定だったが、竹中雄大の肋骨骨折のため急遽出演キャンセルとなる。ピンチヒッターとして、マイキが参加した。 |

## 出演

### テレビドラマ
- ディビジョン1ステージ13「15歳のブルース」（2005年5月 - 6月、フジテレビ） - 真田浩平 役
- 劇団演技者。「家が遠い」（2005年9月 - 10月、フジテレビ） - 富山宏明 役
- ガチバカ!（2006年1月 - 3月、TBS） - 宇津木実 役
- マイ☆ボス マイ☆ヒーロー（2006年7月 - 9月、日本テレビ） - 桜小路順 役
- 氷点（2006年11月25・26日、テレビ朝日） - 辻口徹 役[224]
- しゃばけ（フジテレビ） - 主演・一太郎 役
  - 第一弾「しゃばけ」（2007年11月24日）
  - 第二弾「うそうそ」（2008年11月29日）
- 誰かが嘘をついている（2009年10月6日放送、フジテレビ） - 佐藤貴浩 役
- ヤマトナデシコ七変化（2010年1月 - 3月TBS） - 遠山雪之丞 役
- デカワンコ（2011年1月 - 3月、日本テレビ） - 桐島竜太 役
- デカワンコ 新春スペシャル（2012年1月7日、日本テレビ） - 桐島竜太 役
- 松本清張ドラマスペシャル・三億円事件（2014年1月19日、テレビ朝日） - 浜野健次 役[225]
- ほんとにあった怖い話 夏の特別編2017「或るマンション」（2017年8月19日、フジテレビ） - 主演・稲葉秀一 役[226]
- ゼロ 一獲千金ゲーム 第5、6、7話（2018年8月12、19、26日、日本テレビ） - 城山小太郎 役[227]
- ぼくたちん家（2025年10月〈予定〉 - 、日本テレビ） - 作田索 役[228]

### 音楽番組
- いのちのうたフェス（2018年8月6日、NHK総合）- ゲストアーティスト出演[229]
- スペプラ手越～Music Connect～（2021年7月17日 - 2022年9月3日全13回 、スペースシャワーTVプラス にて毎月第3土曜日夜22:00～22:30放送）- レギュラー番組MC[230][231]
- 手越祐也 New Album「NEW FRONTIER」スペシャル（2021年12月18日、スペースシャワーTVプラス） - 全曲解説出演[232]
- スペプラ手越～Music Connect～ season2（2022年10月26日 - 、スペースシャワーTV にて毎月第4水曜日 夜22:00～22:30 放送中、スペシャオンデマンド見逃し配信）- レギュラー番組MC [233]
- スペプラ手越LIVE〜Music Concept〜 開催記念スペシャル（2024年3月27日、スペースシャワーTV）
- YOSHIKI SUPERSTAR PROJECT X SEASON2 （202410月29日 - 2024年12月24日全9回、日本テレビ、Hulu）- レギュラー出演[234]
- 発表!今年イチバン聴いた歌 年間ミュージックアワード2024（2024年12月28日、日本テレビ）- アーティスト（ソロ・XY）出演[235][236][237]
- バズリズム02（2025年1月24日、日本テレビ）- アーティスト（XY）出演
- バズリズム02（2025年2月28日、日本テレビ）- アーティスト（T.N.T）出演
- 有吉ミュージックフェス（2025年3月20日、テレビ東京）- アーティスト出演
- 週刊ナイナイミュージック（2025年4月23日、フジテレビ）- アーティスト出演
- バズリズム02（2025年6月27日、日本テレビ）- アーティスト（T.N.T）出演
- 生中継！手越祐也 LIVE TOUR 2025 NEVER END TOUR FINAL（2025年9月15日、WOWOW）

### バラエティ番組
- 世界の果てまでイッテQ!（2007年2月4日 - 2020年5月24日・2024年10月13日、2025年4月13日、日本テレビ）
- 手越祐也のアート!アート!アート!（2022年1月15日、RKB毎日放送） - スペシャル番組MC [238][239]
- エンタテ！区〜テレビが知らないｅ世界〜（2022年7月5日･2022年8月11日、RKB毎日放送） - 番組コーナー[240]
- プロフェッサーZ（2022年8月3日･2022年8月9日、RKB毎日放送） - ゲスト出演
- 手越祐也の夏旅2022 in 北海道～札幌ドームで歌っちゃいました～（2022年8月11日、GAORA SPORTS） - スペシャル番組MC [241]
- 手越祐也・加来耕三の九州三国志（2023年3月29日、RKB毎日放送・2023年3月3日、南日本放送・2023年4月4日、大分放送） - スペシャル番組MC
- 手越祐也の春旅2023 in 沖縄 ～最高のバーベキューをしテイッ！～（2023年3月25日、GAORA SPORTS） - スペシャル番組MC [242]
- 黒ちゃんねる（2022年1月28日、2023年4月7日、2024年1月26日、テレビ愛知） - 番組ゲスト
- ちぃたん☆と手越祐也のホンキでいきます(仮) (2023年4月7日 - 2024年3月15日 毎週金曜26:00～26:15、テレビ埼玉) (2024年4月13日 - 毎月第2土曜20:00～20:30、テレビ埼玉) (2023年4月21 - TVer、日テレ無料見逃し配信） - レギュラー番組メインキャスト[243][244]
- コモンセンス〜常識を疑え〜 （2023年4月18日、RKB毎日放送） - 番組スペシャルゲスト[245]
- 関内デビル　(2023年5月8日 - 12日、テレビ神奈川） - 番組ウィークリーゲスト[246]
- なすなかにしのゲームキングダム（2024年2月・6月・9月 、BS11）　- 番組マンスリーゲスト
- 大悟の芸人領収書新春SP（2025年1月6日、日本テレビ）- 番組スペシャルゲスト[247]
- ダウンタウンDX（2025年1月30日、日本テレビ）- 番組ゲスト
- なすなかにしのゲームキングダム（2025年3月、BS11）- 番組マンスリーゲスト
- 土曜はナニする!?（2025年4月26日、カンテレ・フジテレビ系列） - 番組コーナーゲスト
- しゃべくり007（2025年5月12日、日本テレビ） - 番組ゲスト
- オー！ ゴッド！ 私だけの神様、教えます（2025年7月12日、日本テレビ）

### スポーツ番組（サッカー・野球・ゴルフ・競馬・競輪）
- ウイダー in ゼリー青春スペシャル　密着！汗と涙の高校生フットサル（2008年9月6日、フジテレビ） - ナビゲーター&ナレーション[248]
- 手越祐也＆城彰二の『サッカーアース』（2012年10月27日 - 2020年3月12日、日本テレビ） - 番組MC[249]
- FIFAクラブワールドカップジャパン2012（2012年12月、日本テレビ） - 日テレ系メインキャスター[250][251]
- さんま&手越のもうすぐクラブW杯開幕直前SP（2012年12月1日、日本テレビ） - 日テレ系メインキャスター[252][253]
- 手越祐也のサッカー世界一への旅（2012年12月8日、日本テレビ） - 日テレ系メインキャスター[254]
- 手越祐也のサッカークラブ世界一がついに明日決定SP!（2012年12月15日、日本テレビ） - 日テレ系メインキャスター[255]
- FUJI XEROX SUPER CUP 2013（現 FUJI FILM SUPER CUP）（2013年2月、日本テレビ） - 副音声MC[256][257]
- FIFAクラブワールドカップモロッコ2013（2013年12月、日本テレビ） - 日テレ系メインキャスター[258]
- 欧州王者バイエルンも出場！手越のサッカークラブW杯開幕SP（2013年12月14日、日本テレビ） - 日テレ系メインキャスター[259]
- 手越が現地モロッコから最新情報！サッカークラブW杯決勝直前SP（2013年12月21日、日本テレビ） - 日テレ系メインキャスター[260]
- 明石家さんま&手越祐也のサッカークラブW杯2013 総集編（2013年12月22日、日本テレビ） - 日テレ系メインキャスター[261][262]
- 2014 FIFAワールドカップ（2014年6月、日本テレビ） - 日テレ系メインキャスター[263]
- 2014 FIFAワールドカップデイリー 明日ギリシャに絶対勝たなアカンSP（2014年6月19日、日本テレビ） - 日テレ系メインキャスター[264]
- 2014 FIFAワールドカップデイリー さんま・手越の緊急直撃!ザックJ運命の人SP（2014年6月23日、日本テレビ） - 日テレ系メインキャスター[265]
- 手越祐也のJ☆BEST（2014年1月18日 - 、日本テレビ）[266]
- 厳選!世界の熱狂NEWS!手越祐也のランキングカーニバル（2014年7月5日、日本テレビ） - 番組メインキャスター[267]
- FIFAクラブワールドカップモロッコ2014（2014年12月、日本テレビ） - 日テレ系メインキャスター[268]
- 手越のクラブワールドカップ開幕SP！！出場クラブを徹底取材！日本サッカー成長のヒントを探る旅（2014年12月13日、日本テレビ） - 日テレ系メインキャスター
- さんま＆手越のサッカークラブＷ杯決勝直前SP！（2014年12月20日、日本テレビ） - 番組メインキャスター
- 手越のサッカークラブＷ杯2014総集編（2014年12月21日、日本テレビ） - 日テレ系メインキャスター[269]
- FUJI XEROX SUPER CUP 2015（現 FUJIFILM SUPER CUP） - （2015年2月、日本テレビ） - 副音声MC [270]
- FIFAクラブワールドカップジャパン2015（2015年12月、日本テレビ） - 日テレ系メインキャスター[271][272]
- 手越祐也のFIFAクラブワールドカップジャパン2015 開幕直前SP（2015年12月5日、日本テレビ） - 日テレ系メインキャスター
- 手越のFIFAクラブワールドカップ 大陸王者総力取材SP！（2015年12月12日、日本テレビ） - 日テレ系メインキャスター
- さんま＆手越のFIFAクラブワールドカップ決勝直前SP！（2015年12月19日、日本テレビ） - 日テレ系メインキャスター[273]
- FIFAクラブワールドカップジャパン2016（2016年12月、日本テレビ） - 日テレ系メインキャスター
- 手越取材クリロナの原点 驚き!世界一男(秘)伝説（2016年12月11日、日本テレビ） - 日テレ系メインキャスター
- FIFAクラブワールドカップUAE2017（2017年12月、日本テレビ） - 日テレ系メインキャスター[274]
- 本田圭佑もC.ロナウドも！世界のNo.1徹底解剖SP（2017年12月10日、日本テレビ） - 日テレ系メインキャスター[275]
- さんま＆手越も大興奮！世界一の○○全部見せますSP（2017年12月17日、日本テレビ） - 日テレ系メインキャスター[276]
- 2018 FIFAワールドカップ（2018年6月、日本テレビ） - 日テレ系メインキャスター[277]
- 2018 FIFAワールドカップ DAILY（2018年6月19日、日本テレビ）
- 2018 FIFAワールドカップ DAILY&WEEKLY（2018年6月24日、日本テレビ）
- 2018 FIFAワールドカップロシア BEST8決定SP（2018年7月4日、日本テレビ）[278]
- FIFAクラブワールドカップUAE2018（2018年12月、日本テレビ） - 日テレ系メインキャスター[279][280]
- 今夜サッカークラブ世界一決定SPさんま&手越のグッとくるいい話（2018年12月22日、日本テレビ）
- FIFAクラブワールドカップカタール2019（2019年12月、日本テレビ） - 日テレ系メインキャスター[281]
- サッカークラブ世界一へさんま＆手越の今夜ベスト4決定SP（2019年12月14日、日本テレビ） - 日テレ系メインキャスター
- さんま＆手越の今夜サッカークラブ世界一決定SP（2019年12月21日、日本テレビ） - 日テレ系メインキャスター
- さんま＆手越のサッカークラブ世界一決定！総集編（2019年12月22日、日本テレビ） - 日テレ系メインキャスター[282]
- 競馬場の達人「PAT勝負編　手越祐也」（2022年8月14日、グリーンチャンネル） - 特別ゲスト[283]
- FUJI XEROX SUPER CUP 2000（現 FUJIFILM SUPER CUP）（2020年2月、日本テレビ） - 副音声MC [284]
- SHINJO スペシャルナイト ～夢の叶え方～（2023年1月31日、GAORA SPORTS） - 番組MC[285]
- 手越祐也の「先生！ゴルフ教えテイッ！」 （1話2023年11月26日、2話2023年12月16日、ディレクターズカット版2024年3月10日、GAORA SPORTS） - 番組MC [286]
- A-Golf （2024年3月27日、SPACE SHOWER TV）(2024年3月30日、スカイA） - ゲスト出演
- 手越祐也のGIRLSKEIRIN革命⭐︎ （1話前編2024年4月1日、1話後編2024年4月14日〜SPEEDチャンネル、SPOOX同時放送およびオンデマンド配信） - 番組MC
- 超RIZIN.３ 全力・感動・勇気・挑戦 生放送スペシャル（2024年7月20日、テレビ埼玉 - 番組ゲスト
- エル・クラシコ in 東京 FCバルセロナレジェンド vs レアルマドリードレジェンド（2024年12月15日、日テレジータス、Hulu同時放送） - ピッチリポーター

### 情報・教育番組
- タダイマ!（2022年1月6日、RKB毎日放送） - 番組コーナー
- 金曜ビッグバン!（2022年5月20日、RKB毎日放送） - 番組ゲスト
- ミライアングル（2022年4月13日 - 2023年3月15日 、RKB毎日放送・毎週水曜日09:55～10:10放送）（2023年4月26日 - RKB毎日放送・毎月最終水曜日24:55～25:25放送中）（公式YouTube RKBビジネス・3ヶ月限定見逃し配信） - レギュラー番組ナビゲーター[287]
- タダイマ!（2022年5月18日、RKB毎日放送） - 番組ゲスト
- まじもん！（2022年5月25日、RKB毎日放送） - 番組コーナー
- マチコミ（2024年2月5日、テレビ埼玉）　- 番組ゲスト
- 生たまごJOY（2024年4月、山陰放送） - 番組マンスリーゲスト
- DayDay.　(2024年10月28日、日本テレビ) - 番組ゲスト
- ズムサタ（2024年12月28日、日本テレビ） - 番組コーナー
- VALORANTの魅力ガイド（2025年4月17日-、日本テレビ） - 番組ナビゲーター
- よんタメ（2025年7月6日、MBSテレビ） - 番組ゲスト
- VALORANTの魅力ガイド 全4回（2025年7月22日-、日本テレビ） - 番組ナビゲーター

### 海外テレビ番組
- チョンサーム（2022年10月21日、Channel 3） - スタジオゲスト出演
- แฉ （2022年10月22日、GMM 25） - スタジオゲスト生出演（生放送）

### ネット配信番組・コンテンツ
- ゼロ エピソードZERO 城山小太郎編（2018年8月12日-、Hulu） - 主演・城山小太郎 役[227]
- 手越祐也のゲームしようぜ（2020年2月9日-3月29日、OPENREC - 番組MC [288]） - 毎週日曜日21時から配信[289]
- 手越のゲームキングダム（2020年8月19日-2021年7月25日、OPENREC） - 毎週日曜日21時から配信 - 番組MC
- 初対談HYDE×手越祐也バースデイ・スペシャルトーク！- （2021年1月29日、AbemaTV） - 番組進行役
- 手越祐也、国歌独唱。 - Behind the Scene - 2021 AUTOBACS SUPER GT Rd.2 たかのこのホテル 富士 GT 500km RACE（前編 2021年5月19日・後編 2021年5月22日、SUPER GT 公式YouTube）
- スペプラ手越 〜Music Connect〜 放送直前スペシャル（全8回 2021年7月 - 2022年4月、LINE LIVE）- 番組MC
- 手越祐也LIVE TOUR2021「ARE YOU READY?」（2021年9月21日 - 、VR MODEオンデマンド配信）
- 手越祐也LIVE TOUR2022「NEW FRONTIER」（2022年6月27日 - 、VR MODEオンデマンド配信)
- サッカー日本代表徹底生討論#1、#2 （2022年11月4日、2022年12月8日、徹底討論ch - YouTubeチャンネル生配信） - 番組MC
- ウマきゅん（2023年2月22日、2024年3月20日、TKC公式YouTube生配信） - ゲスト出演
- てごちる（2023年10月23日 - 2024年3月15日、全6回、17LIVE）[290]
- 手越祐也の日曜二軒目で会いましょう (2024年8月25日-、YouTube手越祐也チャンネル[291]) - メインパーソナリティ - 毎週日曜日21時から配信
- トークサバイバー! ラスト・オブ・ラフ（シーズン3）（2024年9月3日 - 、Netflix） - 6話出演[292]
- 佐久間宣行のオールナイトニッポン0（2024年10月23日、17LIVE、ニッポン放送同時放送）- ゲスト出演
- Netflix presents『ガクヤガタリ-あとあれ見た？-』（2025年1月30日 - Netflix 公式X、stand.fm）
- Netflix スペシャルトーク『みんなでおつかれさま』（2025年3月20日、Netflix 公式X、YouTube）
- Netflix 『イカゲーム』シーズン3 記念パレード&フィナーレファンイベント生配信（2025年6月28日 - Netflix公式XおよびTikTok）- イカゲーム大使として現地レポーター出演
- Netflix 『イカゲーム』シーズン3 イ・ジェンジェ、イ・ビョンホン、チョ・ユリ キャストインタビュー（2025年7月 - Netflix公式YouTube、MAiDiGiTV）- イカゲーム大使としてインタビュアー出演

### 映画
- 疾走（2005年12月17日） - 主演・福原秀次 役
- 誰かが私にキスをした（2010年3月27日） - 長谷川未来 役
- ホタルノヒカリ（2012年6月9日） - 冴木優 役[293]

### 声優
- ハッピー フィート（日本語吹替版）（2007年3月17日） - 主人公・マンブル 役[294]
- イカゲーム シーズン3（日本語吹替版）（2025年6月27日より配信）- プレイヤー役[295]

### ラジオ
- NEWS 手越祐也のWhat A Wonderful Music!（2005年4月4日 - 2006年3月27日、FM NACK5）
- KちゃんNEWS（2005年 - 2020年3月、毎週火曜日 週替わりでの出演）
- テゴマスのらじお（2011年10月26日 - 2020年5月13日、MBSラジオ）
- TOKYO SPEAKEASY（2023年12月11日、2024年1月22日、TOKYO FM）- ゲスト進行役
- 佐久間宣行のオールナイトニッポン0（2024年10月23日、ニッポン放送）- ゲスト
- 手越祐也のオールナイトニッポン0（2025年6月14日、ニッポン放送）[296]

### CM／広告
- ハウス食品
  - 「とんがりコーン」（2005年10月 - ） - 今井翼と共演[297]
  - 「バーモントカレー」（2006年）[298][299]
- カルビー「かっぱえびせん」（2010年）[300]
- ローソン（2008年-2009年)
- コーセー（2009年）
- 任天堂「ポケットモンスター ブラック・ホワイト」（2010年）
- 大塚食品「MATCH」（2011年6月 - ）[301][302]
- 味の素「クノールカップスープ」（2012年 - 2014年）[303] - 井ノ原快彦（20th Century）と横山裕（関ジャニ∞）と共演[304]
- DONUTS「ジョブカン」（2020年-）- 哀川翔とCM共演[305]
- Rady（2020年-2021年） - 20AW TVCM出演、20AW、21SS モデル出演[306]
- ワンデーション（2020年-） - モデル出演[307]
- ホテルラバーズ（2021年） - アンバサダー、モデル出演[308]
- CALATAS SHAMPOO（2021年-） - CALATAS×手越祐也コラボレーションシャンプー発売・モデル出演[309]
- Pinterest（2021年、2022年）- YouTube動画広告出演、サイネージ広告出演
- JR東海「推し旅」× Rolling Stone Japan（2024年12月26日 - 2025年2月28日）
- VALORANT Callengers Japan 2025『Split 2 PLAYOFF FINALS』 公式スペシャルサポーター就任、TVCM・TV番組・大会ゲスト出演（2025年4月 - 5月）
- Netflix イカゲーム - 大使就任（2025年6月）[310]
- VALORANT Callengers Japan 2025『SEASONS FINALS』 公式スペシャルサポーター就任、TVCM・TV番組出演（2025年7月- ）

### 舞台
- 手越祐也のワンマンRADIO SHOW「テゴラジ」（2007年7月27日 - 31日、東京グローブ座）
- DREAM BOYS（2009年9月4日 - 29日、帝国劇場 / 10月13日 - 25日、梅田芸術劇場）[311]

### 音楽イベント・音楽フェス
- フクオカカウントダウン2020-2021 アーティスト出演（2020年12月31日、ベイサイドプレイス博多）
- 関西コレクション 2021S/S アーティスト出演（2021年3月7日、京セラドーム）[312]
- 24時間TikTok LIVE2021 アーティスト出演（2021年7月3日-7月4日、TikTok配信）
- 黒フェス2021〜白黒歌合戦〜 アーティスト出演（2021年9月6日、東京ガーデンシアター）[313]
- 20th Orchestra Concert HYDE 黑ミサ2021 Halloween ゲストアーティスト出演（2021年10月30日・31日、千葉・幕張メッセ 国際展示場 9・10・11ホール）[314]
- 三陸復興祈念ガラコンサート アーティスト出演（2021年11月3日、高田松原津波復興祈念公園）[315]
- COLORZ powered by SHEIN アーティスト出演（2022年7月14日、Zepp Namba）（2022年8月21日、日比谷野外音楽堂）
- MAKE A MONOGATARI アーティスト出演（2022年9月3日、直方リバーサイドパーク）
- Novelbright Presents「KICK THE AGE TOUR Vol.2」 ゲストアーティスト出演（2022年9月29日、Zepp Osaka Bayside）
- 長岡 米百俵フェス 〜花火と食と音楽と〜 2022 アーティスト出演（2022年10月9日、東山ファミリーランド）[316]
- THAI-JAPAN ICONIC MUSIC FEST 2022 ゲストアーティスト出演（2022年10月23日、ICONSIAM バンコク）
- JOIN ALIVE アーティスト出演（2023年7月15日、いわみざわ公園）[317][318]
- NACK5開局35周年スペシャルイベント「情熱の巨匠大陸～黒船来航」ゲストアーティスト出演（2023年7月23日、大宮ソニックシティ大ホール）
- MAKE A MONOGATARI アーティスト出演（2023年10月14日、直方リバーサイドパーク）[319]
- 立教大学学園祭 St.Paul’s Festival ライブアクト出演（2023年11月4日、立教大学池袋キャンパス内 タッカーホール）[320]
- 黒フェス2024〜白黒歌合戦〜 アーティスト出演（2024年9月6日、豊洲PIT）[321]
- TOMAKOMAI MIRAI FEST 2024 アーティスト出演（2024年9月8日、苫小牧・キラキラ公園）[322]
- 大人の成人式2025 アーティスト出演（2025年1月12日、LINE CUBE SHIBUYA）[323]
- SUGIZO GIGS 2025「REMEMBER, WHERE IS YOUR SUPER LIVE」ゲストアーティスト出演（2025年3月23日、（EX THERTER ROPPONGI）
- DayDay. SUPER LIVE 2025 アーティスト（T.N.T）出演（2025年4月11日、ぴあアリーナMM）
- VS.超特急　ゲストアーティスト（XY・ソロ）出演（2025年4月20日、Kアリーナ横浜）
- 八王子魂 Festival & Carnival 2025 アーティスト（T.N.T）出演（2025年6月14日、エスフォルタアリーナ八王子）
- 黒フェス アーティスト（T.N.T）出演（2025年9月6日、豊洲PIT）
- TOMAKOMAI MIRAI FEST 2025 アーティスト（T.N.T）出演（2025年9月13日、苫小牧・キラキラ公園）

### スポーツ・ゲーム・その他のイベント
- EDION VALORANT CUP 特別ゲスト出演（2020年10月4日）
- 荒野行動3周年遊園地披露式典　特別ゲスト・アーティスト出演（2020年11月8日、幕張メッセ）
- 関西コレクション 2021S/S アーティスト出演（2021年3月7日、京セラドーム）[324]
- SUPER GT富士スピードウェイ第二位戦　国歌斉唱担当（2021年5月4日、富士スピードウェイ）
- 横浜DeNAベイスターズ対中日ドラゴンズ「J:COMスペシャルナイター」　始球式担当（2021年5月18日、横浜スタジアム）
- 2021 荒野CHAMPIONSHIP-夢への道 荒野王者決定戦 特別ゲスト出演・アーティスト出演・大会テーマソング担当（2021年5月29日）
- 荒野行動4周年記念感謝祭　特別ゲスト・スペシャルライブアーティスト出演（2021年11月13日）[325]
- 2022 荒野CHAMPIONSHIP–栄光の刻 荒野王者決定戦FINAL DAY 特別ゲスト出演・アーティスト出演・大会テーマソング担当（2022年5月29日）[326]
- 北海道日本ハムファイターズ対オリックス・バファローズ（パリーグ公式戦） 特別ゲスト・スペシャルトークショーおよびスペシャルライブ出演（2022年7月2日、札幌ドーム）[84]
- 荒野行動5周年記念感謝祭　スペシャルゲスト・アーティスト出演（2022年11月12日）[327]
- B.LEAGUE アルバルク東京-大阪エヴェッサ戦 特別ゲスト・トークショーおよびハーフタイムアーティスト出演（2023年2月4日、国立代々木競技場第一体育館）[328]
- モンテディオ山形Pay Light冠試合、モンテディオ山形 vs ツエーゲン金沢戦、特別ゲスト・プライムタイムショーアーティスト出演（2023年4月16日、NDソフトスタジアム）[329]
- B.LEAGUE アルバルク東京-川崎ブレイブサンダース戦 特別ゲスト・ハーフタイムアーティスト出演（2024年1月7日、国立代々木競技場第一体育館）[330]
- エル・クラシコ in 東京 FCバルセロナレジェンド vs レアルマドリードレジェンド ピッチリポーター・選手インタビュー担当（2024年12月15日、味の素スタジアム）
- B.LEAGUE アルバルク東京-京都ハンナリーズ戦 特別ゲスト・ハーフタイムアーティスト出演（2025年3月2日、武蔵野の森総合スポーツプラザ）
- VALORANT Callengers Japan 2025『Split 2 PLAYOFF FINALS』 公式スペシャルサポーター出演（2025年5月17-18日、幕張メッセ）

### 講演会・フォーラムなど
- 日経地方創生フォーラムin北海道　イノベーション for SDGs パネルディスカッションゲスト出演（2022年8月26日、ロイトン札幌）[331] [332]
- ふくしまSDGs博　ゲスト出演（2022年9月25日、ビッグパレットふくしま）[333]
- 東京大学Diligent 手越祐也特別講演会　講師出演（2024年5月1日、東京大学駒場キャンパス）[334]

## 作品

### 書籍
- AVALANCHE 〜雪崩〜 （2020年8月5日、双葉社） - フォトエッセイ[335] ISBN 978-4-575-31569-1

### 連載
- TEGOSHI☆SP（2006年7月8日 - 10月2日、Johnny's Web）
- 蹴球王にオレはなる!!『ワールドサッカーキング』（No.191 - ）
- 手越祐也の足ワザトリックスターへの道『ストライカー』（2013年1/2月号 - ）

### 参加楽曲
ジャニーズ事務所所属時代ソロ曲
- OVER（作詞：手越祐也・加藤成亮、作曲：加藤成亮） - 未音源化曲。
- Stars（作詞：森田文人、作曲：上野浩司） - アルバム『NEWS BEST』に収録。
- ごみ箱（作詞：手越祐也、作曲：加藤成亮） - アルバム『NEWS BEST』に収録。
- 愛なんて（作詞：zopp、作曲：Sharon Vaughn, Didrik Thott, Sebastian Thott） - アルバム『NEWS BEST』に収録。
- Addict（作詞・作曲：手越祐也） - シングル「チャンカパーナ」初回盤S。
- Lovin' U（作詞：Satomi、作曲：大智、伊橋成哉、渡辺拓也） - アルバム『NEWS』収録。
- あなた（作詞：kafka、作曲：einosuke） - アルバム『White』収録。
- Encore（作詞：KE1、作曲：TAKA3, SHIROSE from WHITE JAM） - アルバム『QUARTETTO』収録。
- I'm coming（作詞：TAKA3, Hacchin' Maya、作曲：TAKA3） - アルバム『NEVERLAND』収録。ギターでマーティ・フリードマンが参加。
- プラトニック（作詞・作曲：ヒロイズム） - アルバム『EPCOTIA』収録。
- DoLLs（作詞：TAKA3、作曲：手越祐也） - アルバム『WORLDISTA』収録。ギターでマーティ・フリードマンが参加。
- プロポーズ（作詞・作曲：手越祐也） - アルバム『STORY』収録。

楽曲提供
- 茜空（作詞：京本大我、作曲：手越祐也） - 京本大我に提供。『少年たち 危機一髪！』で披露された。手越もコーラスで参加している[336]。DVD/Blu-ray『NEWS DOME TOUR 2018-2019 EPCOTIA -ENCORE-』に、手越によるセルフカバーが収録されている。